# Asociación de Fútbol de los Estados Federados de Micronesia
La Asociación de Fútbol de los Estados Federados de Micronesia (del inglés: Federated States of Micronesia Football Association; abreviado FSMFA) es el organismo rector del fútbol en los Estados Federados de Micronesia. Fue fundada en enero de 1999, y es miembro del FIFA Small Nations Working Group. Está a cargo de la selección nacional en sus distintas categorías.
En 2006, la FSMFA fue reconocida como un posible futuro miembro asociado de la Confederación de Fútbol de Oceanía.